# Cippenham
 'Cippenham'  est une banlieue de la circonscription de Slough dans le comté de Berkshire, en Angleterre. La localité a été transférée dans le Berkshire (à partir du Buckinghamshire) en 1974. Slough est devenu une autorité unitaire le 1er avril 1998, avec l'abolition du conseil du comté de Berkshire et de l'arrondissement de 1973-1998.

## Toponymie
Le nom, Cippenham provient du vieil anglais  Cippan-ham , ce qui signifie  ferme de Cippa .

## Histoire
Le roi Henry III avait un palais à Cippenham. Sa localisation figure encore sur les cartes modernes sous le nom de "Cippenham Moat". Elle est très proche de l'autoroute M4.
Cippenham Green est le lieu où les villageois menaient paître leurs vaches, jusqu'à la fin du XIXe siècle. C'est le seul espace vert ancien dans les limites de Slough. Un document de 1925, décrit Cippenham avec des cottages et d'autres bâtiments groupés autour des pâturages, plusieurs grandes fermes à la périphérie.
Les grandes maisons notables comprennent Western House, occupée par Josiah Gregory. Western House est le nom de l'école primaire actuelle, qui a déménagé en avril 2006 dans de nouveaux locaux au centre des nouveaux logements de Parcs Cedar.
D'autres maisons remarquables du début du XXe siècle comprennent Cippenham Lodge et Cippenham Cour. La maison publique Long Barn date du XVIIe siècle. C'était à l'origine une dépendance de ferme appartenant à Cippenham Cour, une société d'études de marchés se trouve maintenant sur le site d'origine de Cippenham Cour.
Cippenham Lodge est toujours un logement privé. Il est situé à Lower Cippenham Lane. Une grande partie des terres agricoles d'origine a maintenant été construite avec les grands ensembles de logements de Windsor Meadows et Cedar Parks, encore dans les phases finales du développement.
Pendant la Première Guerre mondiale, un dépôt de réparation de véhicules a été créé dans Cippenham Court Farm. Après la guerre, le site a été vendu à un groupe d'hommes d'affaires appelé Trading Company Slough. Celui-ci a changé de nom en 1926 pour « Slough Estates Ltd ». C'est la base du Slough Trading Estate, la première zone d'activités mise en place dans le monde.

## Sports
Cippenham a été également le siège du Cippenham Sports Football Club. Le club a récemment joué en deuxième division de la Ligue de l'East Berkshire, à Mercian Way Park. Pour la saison 2007-08, il a atteint la finale de l'« East Berkshire League Cup » pour la première fois, en battant trois équipes de première ligue.
Le club a été fondé en 1923 sous le nom de Cippenham F.C. et a été membre fondateur de la Slough Challenge Cup et Windsor Slough & District League. Au début des années 80, le Cippenham Football Club a fusionné avec le Cippenham Cricket Club et, à l'origine, a joué sur le green du village, traversé par une route. Cela a conduit à des problèmes avec le club de cricket de Fielding et à la dissolution du club au début des années 1990. L'équipe de football a alors rejoint celle de Mercian Way.
Cippenham Sport a cessé toute activité à la fin de la saison 2013-14. À l'heure actuelle, il n'y a aucun signe de reprise du club.